# Pseudelephantopus spicatus
Pseudelephantopus spicatus là một loài thực vật có hoa trong họ Cúc. Loài này được (B.Juss. ex Aubl.) Rohr ex Gleason miêu tả khoa học đầu tiên năm 1792.